# Axis & Allies
Axis & Allies (As en Geallieerden) is een populair bordspel dat een militaire weergave is van de Tweede Wereldoorlog.  Dit wordt gecreëerd door middel van miniaturen en een bord in de vorm van de wereldkaart. Het spel is bedacht door Larry Harris. De basis van het spel lijkt op Risk, met uitgebreidere regels en diverse militaire eenheden met verschillende eigenschappen. Het bord laat ook enigszins de juiste historische geopolitieke situatie zien op een bepaalde tijdstip in de oorlog. Afhankelijk van de versie en uitgave van het spel, ligt dit tijdstip in de lente 1940, die van 1941, 1942 of zelfs op een heel specifiek tijdstip in detail, zoals de Slag om Guadalcanal of het Ardennenoffensief.  In de loop der jaren zijn de regels van de versies aangepast en vaak complexer geworden, alsook het aantal types eenheden.
Axis and Allies is niet compleet historisch. De ontwerper heeft het spelplezier en balans boven de realiteit gezet. Door middel van IPC's (Industrial Production Certificates) kunnen de verschillende eenheden gekocht worden, waarmee men dan oorlog voert. Deze verschillende eenheden zijn verdeeld in vier delen: Ontwikkeling (Tech Development, bijvoorbeeld raketten), landeenheden (bijvoorbeeld tanks), luchteenheden (bommenwerpers) en zee-eenheden (jagers, vliegdekschepen).

## Axis and Allies Revised Edition
Het doel van het spel is om als alliantie zo veel mogelijk Victory City's (VC's) te veroveren. Deze zijn verspreid over de wereld en zorgen dus voor overwegingen tussen de politiek (VC's) of tussen de economische waarden van gebieden. Zeker in Europa zijn de VC's en economische gebieden gescheiden dus kan het een moeilijke overweging zijn om een bepaald gebied aan te vallen. De speelbare landen zijn:

Axis:
- nazi-Duitsland (omvat ook  Italië)
- Japans Keizerrijk

Allies:
- Sovjet-Unie
- Verenigd Koninkrijk (Britse Rijk)
- Verenigde Staten

### De Victory Cities
Duitsland:
- Berlijn
- Rome
- Parijs

Japan:
- Tokio
- Sjanghai
- Manilla

Sovjet-Unie:
- Moskou
- Leningrad

Verenigd Koninkrijk:
- Londen
- Calcutta

Verenigde Staten:
- Washington
- Los Angeles

### De basis
Axis and Allies wordt net iets anders gespeeld dan Risk. Het voorbereiden, opzetten van het bord, gebeurt volgens een vast patroon. Op uitgereikte kaartjes staat wat er op elk land moet komen, en van welke mogendheid. Daarna begint het spel in een vaste volgorde van landen (tussen haakjes het aantal IPC waarmee men start):
1. Sovjet-Unie (24 IPC)
2. Duitsland (40 IPC)
3. Verenigd Koninkrijk (30 IPC)
4. Japan (25 IPC)
5. Verenigde Staten (42 IPC)
6. Controleren voor Overwinning

Dan begint de echte beurt waarbij de Sovjet-Unie mag beginnen. Ook hier is weer een vast patroon waarin een beurt wordt afgewikkeld.
1. Tech Development (ontwikkelen van technologie)
2. Purchase Units (kopen van eenheden)
3. Combat Move (aanvalszet)
4. Conduct Combat (aanval(len) uitvoeren)
5. Non-combat Move (niet-aanvalszet)
6. Place Purchased Units (plaatsen van de aangekochte eenheden)
7. Collect Income (ontvangen van het inkomen)

### Tech Development
Elk land kan in principe elk van de zes ontwikkelingen verkrijgen. Dit is echter een dure aangelegenheid. Je koopt voor een aantal dobbelstenen die elk 5 IPC waard zijn. Daarna gooi je het aantal dobbelstenen voor een bepaalde ontwikkeling. Gooi je het getal van die ontwikkeling (1-6) dan krijg je die ontwikkeling per direct voor de rest van het spel.
De volgende ontwikkelingen kunnen verkregen worden (met het nummer van de dobbelsteen die je moet gooien erbij):
- (1) Jet Fighters, gevechtsvliegtuigen verdedigen op 5.
- (2) Rockets, luchtafweer kan nu ook IPC's van een tegenstander vernietigen
- (3) Super Submarines, onderzeeboten vallen aan op 3.
- (4) Long-Range Aircraft, vliegtuigen hebben een langer bereik (fighters 6, bombers 8)
- (5) Combined Bombardment, torpedobootjagers kunnen nu ook een kustbombardment uitvoeren met een aanval van 3.
- (6) Heavy Bombers, bommenwerpers mogen nu voor een aanval 2 dobbelstenen gooien.

Ontwikkelingen kunnen erg duur zijn, maar als men de juiste technologie voor dat land heeft en het in zijn voordeel kan gebruiken, dan kan dit het verloop van het spel drastisch veranderen. Een beetje geluk aan iemands kant en het hele spel ligt weer open voor nieuwe tactieken.

### Purchase Units
Nadat er wel of niet gekozen is voor tech development en deze is uitgevoerd, dan volgt er het deel waarin men eenheden kan kopen voor de strijd. Deze eenheden hebben verschillende aanvallende en verdedigende waarden, aantal plaatsen beweging en een verschillende prijs. Deze prijs wordt betaald met de IPC's, die in waarde 1, 5 en 10 biljetten voorkomen. Deze IPC's kunnen verdiend worden door de gebieden die de speler in handen heeft nadat hij zijn beurt compleet heeft afgesloten. Dan mag hij zijn inkomen verzamelen. Door het spel heen verandert dit inkomen natuurlijk doordat landen gebieden van elkaar afpakken.

## De eenheden
| Eenheden vergelijking: De drie edities   |             |            | |        |        | |  |                                                                          |
| naam eenheid                             | Editie      | IPC kosten | | aanv.  | verd.  | aant. pl. |  | notities                                                                 |
| Infantry (infanterie)                    | Original    | 3          | | 1*     | 2      | 1 |  |                                                                          |
| Infantry (infanterie)                    | Revised     | 3          | Infanterieaanval verhoogd tot 2 in combinatie met artillerie.                                         | 1*     | 2      | 1 |  |                                                                          |
| Infantry (infanterie)                    | 50th Anniv. | 3          | Infanterieaanval verhoogd tot 2 in combinatie met artillerie.                                         | 1*     | 2      | 1 |  |                                                                          |
| Artillery (artillerie)                   | Original    | n.v.t.     | | n.v.t. | n.v.t. | n.v.t. |  |                                                                          |
| Artillery (artillerie)                   | Revised     | 4          | 2 | 2      | 1      | |  |                                                                          |
| Artillery (artillerie)                   | 50th Anniv. | 4          | 2 | 2      | 1      | |  |                                                                          |
| Armor (tank)                             | Original    | 5          | | 3      | 2      | 2 |  |                                                                          |
| Armor (tank)                             | Revised     | 5          | 3 | 3      | 2      | Hernoemd naar: "Tank" |  |                                                                          |
| Armor (tank)                             | 50th Anniv. | 5          | 3 | 3      | 2      | Hernoemd naar: "Tank" |  |                                                                          |
| Fighter (jachtvliegtuig)                 | Original    | 12         | | 3      | 4      | 4 |  |                                                                          |
| Fighter (jachtvliegtuig)                 | Revised     | 10         | 3 | 4      | 4      | |  |                                                                          |
| Fighter (jachtvliegtuig)                 | 50th Anniv. | 10         | 3 | 4      | 4      | |  |                                                                          |
| Bomber (bommenwerper)                    | Original    | 15         | | 4      | 1      | 6 |  | Kan een Strategic Bombing Raid (bombardement op grote schaal) uitvoeren. |
| Bomber (bommenwerper)                    | Revised     | 15         | | 4      | 1      | 6 |  | Kan een Strategic Bombing Raid (bombardement op grote schaal) uitvoeren. |
| Bomber (bommenwerper)                    | 50th Anniv. | 12         | 4 | 1      | 6      | Kan een Strategic Bombing Raid uitvoeren.                                                                                      |  |                                                                          |
| Submarine (onderzeeboot)                 | Original    | 8          | | 2      | 2      | 2 |  | Kan de regels ontwijken met speciale 'vrije schoten'                     |
| Submarine (onderzeeboot)                 | Revised     | 8          | Heeft een 'first strike' en kan 'submergen' in plaats van terugtrekken                                | 2      | 2      | 2 |  |                                                                          |
| Submarine (onderzeeboot)                 | 50th Anniv. | 6          | 2 | 1      | 2      | Subs kunnen langs een vloot zonder gezien te worden maar kan de vloot niet stoppen. 'First strike' en 'submergen' nog in spel. |  |                                                                          |
| Transport (troepenschip)                 | Original    | 8          | | 0      | 1      | 2 |  | Kan 2 infantry meenemen of 1 andere landeenheid                          |
| Transport (troepenschip)                 | Revised     | 8          | Kan elk landeenheid meenemen en 1 infantry erbij.                                                     | 0      | 1      | 2 |  |                                                                          |
| Transport (troepenschip)                 | 50th Anniv. | 7          | 0 | 0      | 2      | Uses Revised Edition cargo rules. Geen gevechtswaarde, en kan pas als 'casualty' gekozen worden als er geen andere units zijn. |  |                                                                          |
| Destroyer (torpedobootjager)             | Original    | n.v.t.     | | n.v.t. | n.v.t. | n.v.t. |  |                                                                          |
| Destroyer (torpedobootjager)             | Revised     | 12         | 3 | 3      | 2      | Stopt de 'first strike' en 'submerge' mogelijkheden van een submarine                                                          |  |                                                                          |
| Destroyer (torpedobootjager)             | 50th Anniv. | 8          | 2 | 2      | 2      | Stopt de 'first strike', 'submerge' en 'undetected move' mogelijkheden van een submarine                                       |  |                                                                          |
| Cruiser (kruiser)                        | Original    | n.v.t.     | | n.v.t. | n.v.t. | n.v.t. |  |                                                                          |
| Cruiser (kruiser)                        | Revised     | n.v.t.     | | n.v.t. | n.v.t. | n.v.t. |  |                                                                          |
| Cruiser (kruiser)                        | 50th Anniv. | 12         | 3 | 3      | 2      | Kan een 'shore bombardment' uitvoeren in een Amphibious Assault (amfibische operatie)                                          |  |                                                                          |
| Battleship (slagschip)                   | Original    | 24         | | 4      | 4      | 2 |  |                                                                          |
| Battleship (slagschip)                   | Revised     | 24         | Heeft 2 hits nodig om vernietigd te worden. Kan 'shore bombardment' uitvoeren bij Amphibious Assault. | 4      | 4      | 2 |  |                                                                          |
| Battleship (slagschip)                   | 50th Anniv. | 20         | Heeft 2 hits nodig om vernietigd te worden. Kan 'shore bombardment' uitvoeren bij Amphibious Assault. | 4      | 4      | 2 |  |                                                                          |
| Aircraft Carrier (vliegdekschip)         | Original    | 18         | | 1      | 3      | 2 |  | Kan 2 fighters dragen.                                                   |
| Aircraft Carrier (vliegdekschip)         | Revised     | 16         | 1 | 3      | 2      | |  | Kan 2 fighters dragen.                                                   |
| Aircraft Carrier (vliegdekschip)         | 50th Anniv. | 14         | 1 | 2      | 2      | |  | Kan 2 fighters dragen.                                                   |
| Anti-aircraft gun (luchtafweergeschut)   | Original    | 5          | | 0      | 0      | 1 |  | Heeft 1 schot per aanvallende vliegtuig.                                 |
| Anti-aircraft gun (luchtafweergeschut)   | Revised     | 5          | | 0      | 0      | 1 |  | Heeft 1 schot per aanvallende vliegtuig.                                 |
| Anti-aircraft gun (luchtafweergeschut)   | 50th Anniv. | 6          | | 0      | 0      | 1 |  | Heeft 1 schot per aanvallende vliegtuig.                                 |
| Industrial Complex (industrieel complex) | Original    | 15         | | 0      | 0      | 0 |  | Oorspronkelijke complexen hebben ongelimiteerde productie.               |
| Industrial Complex (industrieel complex) | Revised     | 15         | Alle complexen hebben maximale productie naar de waarde van het gebied waar ze staan.                 | 0      | 0      | 0 |  |                                                                          |
| Industrial Complex (industrieel complex) | 50th Anniv. | 15         | Kan beschadigd worden door Strategic Bombing Raid, waardoor productie verminderd wordt.               | 0      | 0      | 0 |  |                                                                          |

## Versies
Door de jaren heen zijn verschillende versies uitgekomen:
- 1981: Axis & Allies van Nova Games
- 1984: Axis & Allies van Milton Bradley (MB)
- 1987: Axis & Allies van Milton Bradley (MB), tweede editie
- 1991: Axis & Allies van Milton Bradley (MB), derde editie
- 2004: Axis & Allies van Avalon Hill

## Andere edities
Avalon Hill, de uitgever van de tegenwoordige spellen van Axis and Allies, heeft de volgende edities uitgegeven die los van het basisspel kunnen worden gespeeld.
- Axis & Allies Battle of the Bulge, gericht op de slag om de Ardennen tussen Duitsland en de VS
- Axis & Allies D-Day, gericht op de landing in Frankrijk.
- Axis & Allies Pacific, de strijd in de Grote Oceaan, gevecht van Japan tegen de geallieerden.
- Axis & Allies Europe, de oorlog in Europa tussen Duitsland en de geallieerden.
- Axis & Allies Europe: 1940.
- Axis & Allies Guadalcanal, Japan vecht tegen de geallieerden bij de Solomonseilanden, de focus ligt vooral op logistiek terrein.
- Axis & Allies Aniversary Edition, World at War, jubileumeditie waarbij Italië apart meedoet als 6e land. De speler van de Verenigde Staten speelt ook met China, het bord is uitgebreid en er zijn 2 scenario's die gespeeld kunnen worden.
- Axis & Allies Spring 1942, The World is At War, jubileumeditie gebaseerd op de Anniversary Edition. Wordt verwacht in augustus 2009
- 2009 Axis & Allies Pacific: 1940 → Axis & Allies Pacific geüpgraded naar de anniversary editie met de introductie van legers uit Australië/New Zealand (ANZAC). Daarbij zijn er twee nieuwe units: Tactical Bombers en Mechanized Infantry.
- 2010 Axis & Allies Europe: 1940 → Axis & Allies Europe geüpgraded naar de anniversary editie met de introductie van de mogendheid Frankrijk. Daarbij zijn de spellen Axis & Allies Pacific: 1940 en Europe: 1940 te combineren tot een global theater.
- Xeno Games, World at War, uitbreiding op Axis & Allies waarbij de oorlog begint in 1939

Naast het bordspel bestaat er tegenwoordig ook Axis & Allies Miniatures en Axis & Allies Naval Miniatures series waarbij in analogie van Warhammer met miniaturen veldslagen worden nagespeeld.
Weer andere edities, veelal door fans bewerkte varianten, zijn gebaseerd op het originele Axis & Allies bordspel.
Voorbeelden hiervan zijn onder meer:
- Axis & Allies The day After 911... The Day After 911 Wargame Een moderne variant op het reeds bestaande Axis & Allies bordspel. Het spel weerspiegeld de militaire situatie in de wereld, de dag na 11 september 2001. De mogendheden zijn als volgt ingedeeld: Amerika, Groot-Brittannië, NAVO, Rusland, China en de Arabische Liga.

## Pc-spellen
Door de jaren heen zijn er ook PC-spellen uitgegeven met de naam Axis & Allies:
- 1998: Axis & Allies van Hasbro Entertainment
- 2004: WWII Axis & Allies van Atari
- 2005-2010: TripleA, open source engine voor A&A-achtige kaarten.
- 2019-nu: Axis & Allies 1942 Online van Beamdog via Steam

## Verenigingen
In Nederland en Duitsland wordt Axis & Allies ook in verenigingsverband gespeeld. Voorbeelden hiervan zijn:
- Ducosim - Spellenvereniging
- DAAK - Deutscher Axis & Allies Klub

## Afbeeldingen

Axis & Allies
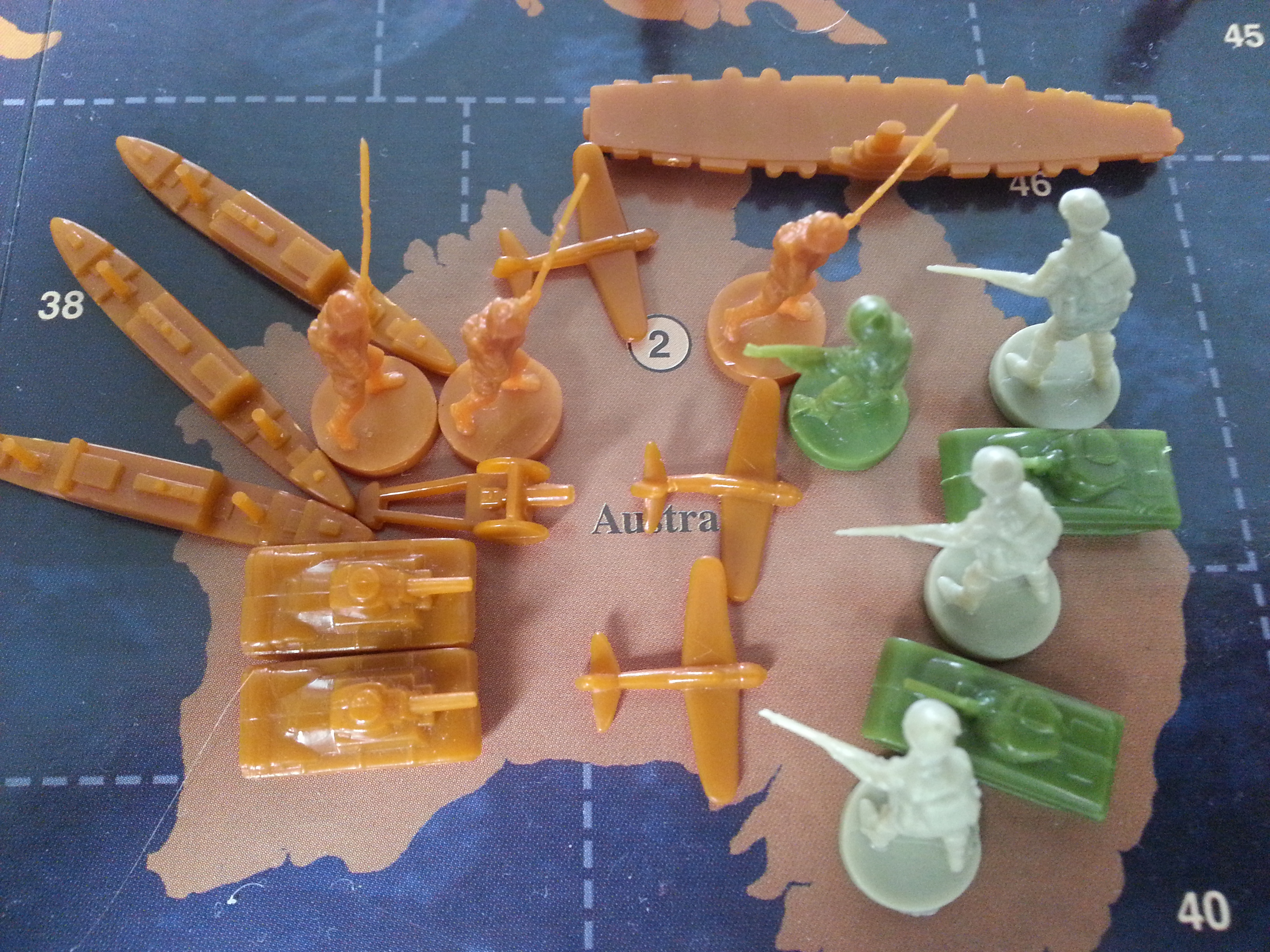
Legers in Australië
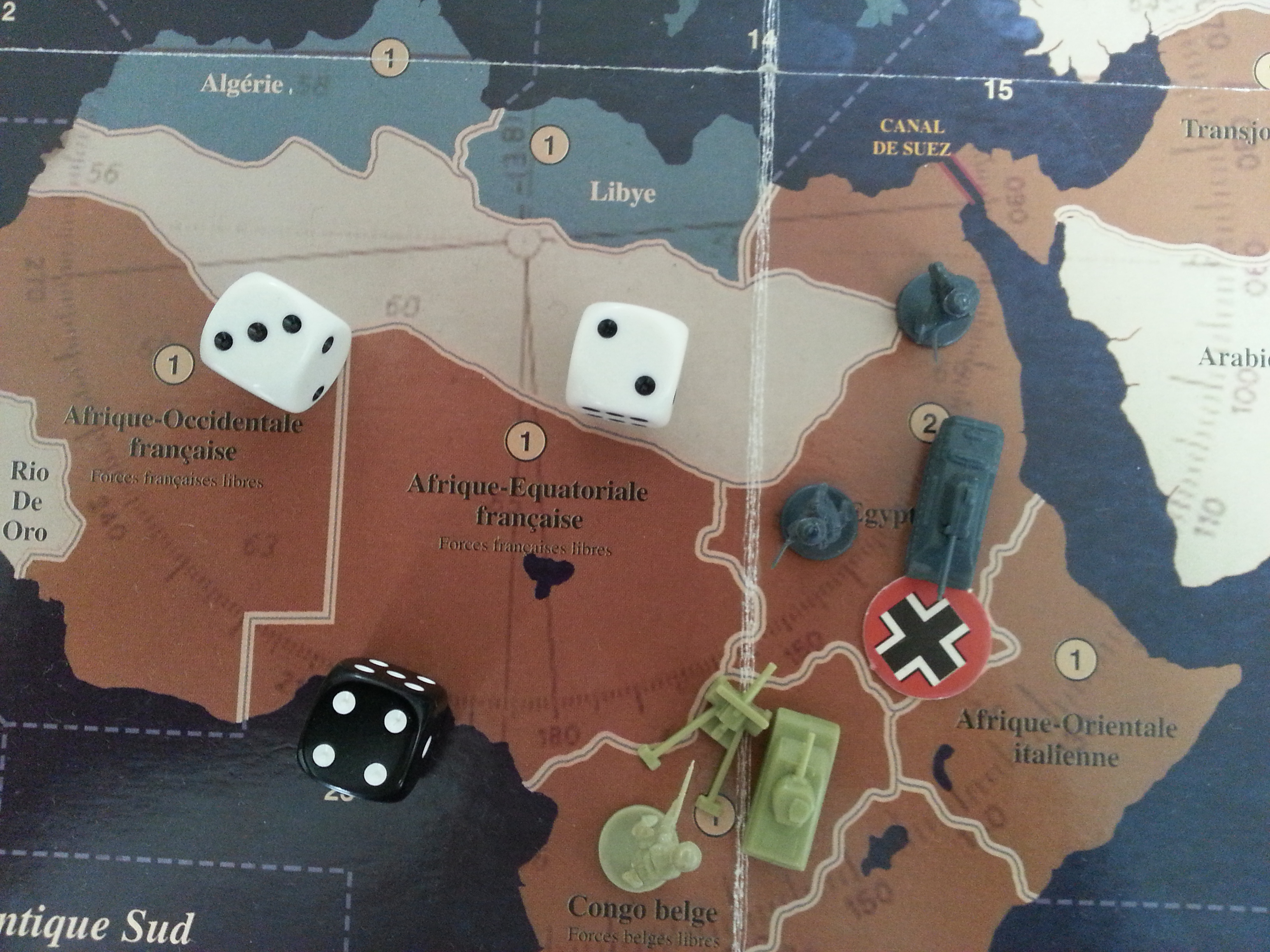
Legers in Afrika
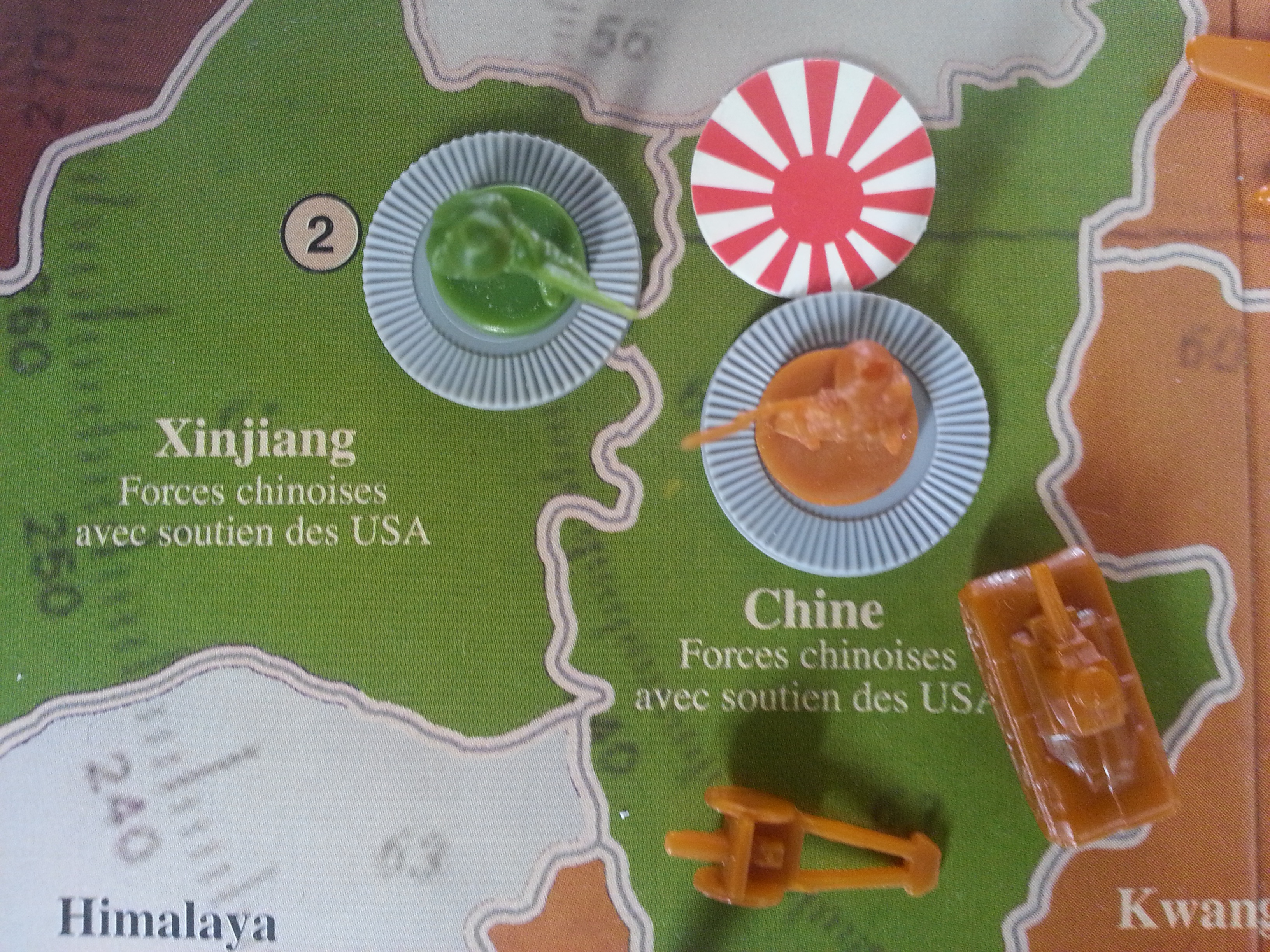
Legers in China